# Le Matin du Sahara et du Maghreb
Le Matin du Sahara et du Maghreb (El Periódico del Sahara y del Magreb) es un periódico marroquí publicado en francés. Trata de la actualidad nacional e internacional así como de algunos datos de tipo práctico. Es el periódico oficial de la monarquía marroquí y pertenece al Groupe Maroc Soir.
Tiene una tirada de 65 236 ejemplares (año 2007) y se edita en Casablanca. Su director actual es Mohamed Jouahri y el redactor en jefe Abdelhadi Gadi.